# Italo-libici
Gli italo-libici sono gli Italiani residenti da molto tempo in Libia, o quelli che vi sono nati da emigranti/coloni italiani. La quasi totalità di loro è oggi rientrata in Italia. 

## Storia

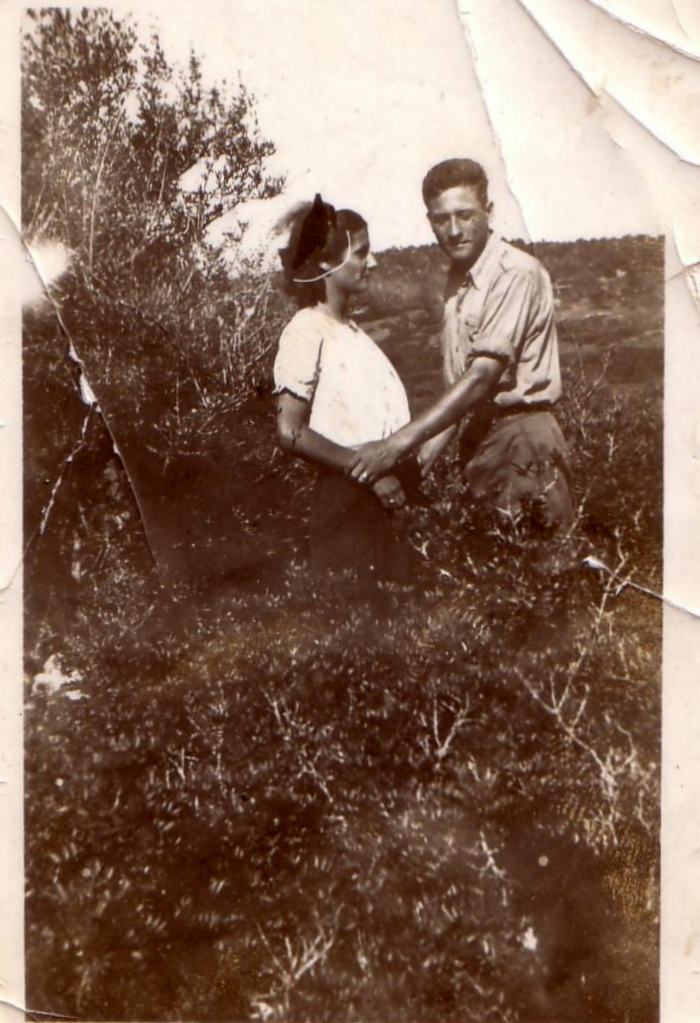
Una coppia di coloni italiani nel loro podere in Cirenaica

Dopo la conquista della Libia nella guerra con l'Impero ottomano del 1911, il Regno d'Italia iniziò a colonizzarne la fascia costiera, senza particolari successi per via della guerriglia araba.
Il Regno d'Italia dopo la prima guerra mondiale avviò una colonizzazione che ebbe il culmine, sotto l'impulso di Mussolini, soprattutto verso la metà degli anni trenta con un afflusso di coloni provenienti in particolare da Veneto, Sicilia, Calabria e Basilicata. Nel 1939 gli italiani erano il 13% della popolazione, per un totale di quasi  120 000, concentrati nella costa intorno a Tripoli e Bengasi (dove erano rispettivamente il 37% ed il 31% della popolazione).
Con gli Italiani si ebbe un incremento del cattolicesimo in Libia, grazie anche alla creazione di numerose chiese e missioni. Al Vicariato apostolico di Tripoli del vescovo Camillo Vittorino Facchinetti nel 1940 era assegnato circa un quarto del totale della popolazione della Libia italiana (includendo i coloni italiani).
All'inizio della seconda guerra mondiale vi erano circa 120 000 Italiani in Libia, concentrati nella regione costiera della Libia, specialmente nei villaggi agricoli creati da Balbo, mentre gli italiani erano quasi la maggioranza a Tripoli e Bengasi, ma Balbo aveva in progetto di raggiungere il mezzo milione di coloni italiani entro gli anni sessanta. Del resto Tripoli aveva già nel 1939 una popolazione di 111 124 abitanti, dei quali 41 304 (37%) erano italiani.
La seconda guerra mondiale devastò la Libia italiana e costrinse i coloni italiani a lasciare in massa le loro proprietà.

### Nel dopoguerra
Per gli Italiani della Libia iniziò nel secondo dopoguerra un difficile periodo, contrassegnato dalla loro emigrazione.
Nel 1962 gli italiani in Libia erano ancora circa 35 000. Col colpo di Stato del colonnello Gheddafi nel 1969, circa 20 000 italiani furono costretti a cedere improvvisamente i propri beni e le proprie attività economiche il 7 ottobre 1970 (ancora oggi le varie associazioni di profughi e rimpatriati si battono per ottenere un risarcimento dallo Stato italiano) e a lasciare il Paese. Furono assunte anche iniziative di carattere emblematico, come lo smantellamento dell'arco dei Fileni (1973), che Gheddafi riteneva un simbolo del periodo coloniale.

Il calciatore Claudio Gentile, nato a Tripoli nel 1953

Mentre la Libia era colonia italiana, come in altri Paesi del Nordafrica, il potere coloniale trovò utili gli ebrei locali, essendo una élite istruita e ben introdotta. Ma dopo l'indipendenza libica del 1951 e soprattutto dopo la guerra dei sei giorni nel 1967, molti ebrei libici si trasferirono sia in Israele che in Italia, e oggi la maggior parte delle sinagoghe "sefardite" a Roma sono in realtà di origine libica.
Dopo la nazionalizzazione delle imprese italiane del 1970, rimase in Libia solo un ristretto numero di italiani. Nel 1986, dopo la crisi politica tra Stati Uniti e Libia, il numero degli italiani si ridusse ancora di più, raggiungendo il minimo storico di 1 500 persone, cioè meno dello 0,1% della popolazione. Negli anni '90 e 2000, con la fine dell'embargo economico, alcuni italiani dell'epoca coloniale (poche decine di pensionati) sono rientrati in Libia.
Nel 2004 gli italiani in Libia erano 22 530, quasi lo stesso numero del 1962, in prevalenza operai specializzati delle industrie petrolifere (in primis l'Eni, presente il Libia dal 1953) arrivati a fine anni novanta.
Il 16 febbraio 2006 il consolato italiano a Bengasi è stato chiuso in seguito alle proteste scatenatesi dopo che il ministro Roberto Calderoli aveva mostrato in diretta televisiva di indossare una maglietta raffigurante una delle caricature su Maometto. Le proteste hanno causato la morte di 11 libici e il ferimento di altri 60, oltre a danneggiamenti al consolato italiano.
Secondo l'AIRE nel 2007 vi erano ufficialmente solo 598 Italiani in Libia. Gli esuli italiani sono oltre ventimila ed attualmente vengono rappresentati dall'Associazione Italiani Rimpatriati dalla Libia.
Lo stato di guerra civile venutasi a creare a partire da febbraio 2011, ha quasi azzerato la presenza di italiani.
In seguito alla guerra civile del 2011 gli italiani in Libia sono stati rimpatriati con voli speciali di Alitalia da Aeroporto Internazionale Leonardo da Vinci a Tripoli.
Il 25 febbraio la nave San Giorgio ha attraccato a Misurata e ha evacuato 245 persone, di cui 121 italiani, tra cui 25 turisti italiani rimasti senza viveri in Fezzan 
Pochi italiani (soprattutto operatori umanitari e diplomatici, oltre ai tecnici petroliferi) sono rientrati in Libia a partire dal 2012, ma la maggioranza di essi è ripartita con la recrudescenza della seconda guerra civile in Libia.

## Demografia
Ecco gli italiani in Libia secondo diverse stime e censimenti:
| Anno | Italiani | Percentuale | Abitanti della Libia | Fonte                                                                                      |
| ---- | -------- | ----------- | -------------------- | ------------------------------------------------------------------------------------------ |
| 1936 | 112 600  | 13,26%      | 848 600              | Enciclopedia Geografica Mondiale K-Z, De Agostini, 1996                                    |
| 1939 | 108 419  | 12,37%      | 876 563              | Guida Breve d'Italia Vol.III, CTI, 1939                                                    |
| 1962 | 35 000   | 2,1%        | 1 681 739            | Enciclopedia Motta, Vol.VIII, Federico Motta Editore, 1969                                 |
| 1982 | 1 500    | 0,05%       | 2 856 000            | Atlante Geografico Universale, Fabbri Editori, 1988                                        |
| 2004 | 22 530   | 0,4%        | 5 631 585            | L'Aménagement Linguistique dans le Monde Archiviato il 26 aprile 2009 in Internet Archive. |
| 2010 | 1 500    | 0,02%       | 6 420 000            | Ministero degli esteri                                                                     |
| 2011 | 0        | 0%          | 6 420 000            | Ministero degli esteri                                                                     |

Le stime precedenti, soprattutto per quanto concerne il dato riferito al 2004, riguardano i parlanti l'italiano e non i cittadini italiani. Secondo i dati in possesso del governo italiano e verificabili presso gli uffici diplomatici e consolari della Repubblica in Libia, gli italiani in Libia negli anni 2000 sono meno di 1 000, poiché la manodopera delle imprese italiane non è ormai più italiana, bensì asiatica. Anche la stima sui parlanti è piuttosto generosa: in linea di massima, parlano italiano le generazioni dei più anziani nelle due grandi città (Tripoli e Bengasi), rimasti in poche decine di vecchi coloni.

## Lingua e religione
Gli italo-libici parlano l'italiano, conoscono l'arabo come seconda lingua e sono cattolici. Gli italo-libici delle nuove generazioni erano equiparati perfettamente nella società libica: la maggior parte di loro era bilingue e parlava bene l'arabo (mescolandolo con parole italiane). Nella religione la quasi totalità delle giovani generazioni è cattolica, mentre solo pochissime ragazze si sono convertite all'Islam per via del matrimonio con musulmani.

## Tradizioni culinarie
La cucina degli italo-libici non era solo quella delle regioni di provenienza, perché era profondamente influenzata dalle tradizioni culinarie del Nordafrica con qualche variante locale: cuscus, tè alla menta, baba gannùj e altri.